# Skoptser

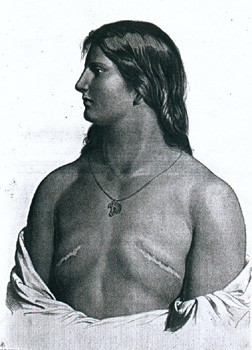
Skoptserkvinna som fått brösten avskurna.

Skoptser (ryska skoptsy, kastrater), stymparsekten, en av de ryska sekterna (se raskolniker).
Lära som genom åberopande av tolkningar av vissa bibelställen (Matt. 5:28-30; 19:12), förespråkade åsikten att könsdriftens dödande genom kastrering och kvinnobröstens avskärande var ett nödvändigt villkor för salighet. Sekten leder sina anor från kristendomens första dagar i Ryssland, och som en av denna läras första förkunnare i Ryssland nämns den grekiske munken Adrian (omkring år 1000). Även flera metropoliter i Kiev var anhängare av läran. 
Officiellt nämns sekten som kättersk först i en ukas av Katarina II 1772, då en viss Andrej Ivanov deporterades till Sibirien. Som sektens egentlige grundläggare hålles K. Selivanov. Efter hans död (1832) företogs många rättegångar mot sekten, som föranledde skoptserna att utvandra, särskilt till Rumänien.
På 1870-talet fick rörelsen ny fart i Ryssland. Skoptserna erkände som sin förlossande fader och sin andre Kristus Selivanov, "den vite tsaren", och var fördelade på olika samfund, s.k. korabli ("fartyg"), vilkas "styrman" hade oinskränkt makt. Huvudvikten låg på "det glödande dopet", kastrering medelst en glödhet kniv. I sina religiösa ceremonier närmade de sig chlystovstjinans ("gisslarnas"; se raskolniker) samfund.